# 볼피아노
볼피아노(이탈리아어: Volpiano)는 이탈리아 피에몬테주의 토리노 광역시에 있는 코무네이다. 토리노에서 북동쪽으로 약 15분 거리에 위치해 있다.

## 경제
볼피아노는 카나베세 남부에 위치한 산업(연료, 운송, 전자 등)과 농업(밀, 옥수수)의 중심지이다. 볼피아노에 본사를 둔 회사는 다음과 같다.
- 오셀라
- SPEA
- 스파르코

## 교통
- 아우토스트라다 A5
- 볼피아노 기차역
- Settimo Torinese-Pont Canavese 철도